# Oecanthus dulcisonans
Espèce
Oecanthus dulcisonans est une espèce de grillons dont les caractères morphologiques sont proches de ceux du grillon d'Italie (Oecanthus pellucens). On ne distinguait pas les deux espèces avant les travaux de l'entomologiste russe Andrey Vasilyevich Gorchkov en 1993.

## Distribution
Connu au Yémen, en Italie, y compris dans quelques localités de Sardaigne, et en Sicile, en Espagne (y compris aux Canaries et à Majorque), au Portugal, au Monténégro et en  Albanie . Ce grillon a également été identifié, en 2016, dans la région PACA. Sa présence dans le sud de la France est toutefois plus ancienne car des individus ont été trouvés dans des collections.

## Biologie
Alors que le grillon d'Italie vit principalement dans les arbres et les buissons, Oecanthus dulcisonans préfère les herbes hautes.

## Statut de conservation
En 2018, le nombre de données était insuffisant pour que l'on puisse attribuer un statut à cette espèce lors de la constitution des listes rouges en région PACA.